# Medal Wybitnej Służby (Brazylia)
Medal Wybitnej Służby (port. Medalha de Serviços Relevantes) – brazylijskie wojskowe odznaczenie, ustanowione 13 grudnia 1943.
Medal ten początkowo nadawany był tylko personelowi wojskowemu Brazylijskiej Marynarki Wojennej w służbie czynnej, rezerwie lub w stanie spoczynku, którzy odważnie zachowali się w działaniach przeciw nieprzyjacielowi. Rok później kryteria zostały zamienione i medal mogli otrzymywać również żołnierze marynarek wojennych sprzymierzeńców, a otrzymać go można odtąd było za wybitną służbę lub wykazanie się wyjątkowym zachowaniem podczas operacji wojennych.
W brazylijskiej kolejności starszeństwa odznaczeń zajmuje miejsce po Medalu Zwycięstwa 1914-1918, a przed marynarskim Medalem Służby Wojennej.